# PUBG: Battlegrounds
PUBG: Battlegrounds (ранее известная как PlayerUnknown’s Battlegrounds) — многопользовательская онлайн-игра в жанре королевской битвы, разрабатываемая и издаваемая студией PUBG Corporation, дочерней компанией корейского издателя Krafton, ранее известного как Bluehole. Игра основана на предыдущих модификациях для других игр, созданных Бренданом Грином (англ. Brendan Greene) под псевдонимом «PlayerUnknown», концепция которых была вдохновлена японским фильмом «Королевская битва» (2000). В итоге это привело к созданию самостоятельной игры, где Грин выступил в качестве ведущего геймдизайнера. В игре до 100 игроков, которые десантируются на остров, после чего ищут снаряжение и оружие, чтобы убить других участников и при этом самим остаться в живых. Доступная безопасная зона на внутриигровой карте со временем начинает уменьшаться, делая более тесным доступное пространство и выше вероятность столкновения игроков. Последний выживший игрок или команда побеждает в матче.
PUBG: Battlegrounds была выпущена в Steam по программе раннего доступа 23 марта 2017 года для операционной системы Windows. В течение первых семи месяцев после выхода было продано более 13 млн копий игры, а пиковое количество игроков достигло более 2 млн чел. к концу года, что сделало её одной из самых популярных игр в Steam. 31 октября продажи PUBG превысили 18 млн копий. Полная версия игры была выпущена 20 декабря 2017 года. Выход для Xbox One под издательством Microsoft Studios состоялся 12 декабря по программе раннего доступа, 4 сентября 2018 года состоялся официальный релиз. 19 марта 2018 года была выпущена мобильная версия PUBG Mobile для Android и iOS по модели free-to-play. Версия для PlayStation 4 была анонсирована в ноябре 2018 года и выпущена 7 декабря 2018 года. Версия для Xbox Series X/S была выпущена 10 ноября 2020 года, в день выпуска консоли. Версия для PlayStation 5 была выпущена 12 ноября 2020 года, так же в день выпуска консоли.

## Игровой процесс
PUBG: Battlegrounds является экшн-игрой, в которой не более сотни игроков сражаются в «королевской битве» (англ. Battle Royale), крупномасштабной «last man standing» схватке в deathmatch режиме, где игроки воюют между собой, чтобы стать последним выжившим. Игроки могут выбирать, как войти в матч: в одиночку, в паре, в трио или отрядом из четырёх человек. В любом случае, последний оставшийся в живых человек или команда выигрывают матч.
Основываясь на опыте Грина в жанре королевской битвы, в качестве первой карты был выбран остров, представляющий собой смесь необычных пространств, известный как Эрангель. Цель дизайна карты заключалась в том, чтобы предложить игрокам множество возможных вариантов стратегического и уникального игрового процесса. Некоторые здания и сооружения были спроектированы в стиле конструктивистской архитектуры Советского Союза 1950-х годов. Во время раннего доступа были запланированы дополнительные карты, например, одна, действие которой происходит на вымышленном острове в Адриатическом море. Грин заявил, что по его мнению карта Эрангеля кажется разрозненной, и стремился в будущих картах реализовать более целостные идеи.
Каждый матч начинается с того, что все игроки прыгают с парашютом из самолёта C-130 над картой, обозначающей территорию, площадь которой 1х1, 2x2, 4x4, 6х6 или 8x8 км. Маршрут полёта самолёта выбирается случайным образом в начале матча, что требует от игроков быстро определить лучший момент для прыжка с парашютом. Игроки начинают раунд без какой-либо экипировки, за исключением настраиваемой одежды, которая почти не влияет на игровой процесс. Как только игроки приземляются, они могут осматривать различные здания, постройки и другие сооружения в поиске оружия, транспортных средств, одежды, брони, тактического снаряжения, медикаментов и других вещей. Эти предметы распределяются по всей карте в начале матча, причём определённые зоны содержат большее количество лучшего снаряжения. Убитые игроки оставляют на месте своей смерти своё снаряжение. Игроки могут выбирать вид от первого или от третьего лица, каждый из которых имеет свои преимущества и недостатки в боевой ситуации и анализе текущей обстановки; однако перед началом матча игроком могут быть выбраны настройки для сервера, позволяющие выбрать использование только одного вида перспективы для всех игроков, чтобы устранить некоторые преимущества (например, обзор местности из укрытия).
Спустя некоторое время после высадки игровая область начинает уменьшаться в случайном месте каждые несколько минут, при этом любой игрок, оказавшийся за пределами безопасной зоны, начнёт получать урон, что в конечном итоге приводит к его смерти и окончанию для него матча, если он вовремя не успеет добраться до безопасной зоны; в игре игрок видит границу области как мерцающую голубоватую стену, которая с течением времени сужается. В результате этого безопасная игровая зона получается всё более ограниченной, в свою очередь увеличивая шансы на встречи с другими игроками. Также в ходе матча в случайных областях карты возникает красная зона, которая подвергается бомбардировке, это создаёт угрозу для игроков, которые остаются в этой области. В обоих случаях игроки предупреждаются за несколько минут до этих событий, что даёт им время для перехода в безопасное место. Помимо этого, периодически над различными районами игровой зоны по случайному маршруту будет пролетать самолёт, сбрасывая на парашюте контейнер с грузом, содержащим предметы, которые обычно недоступны во время игрового процесса. Приземлившийся груз помечается дымовой шашкой красного цвета, что привлекает к себе заинтересованных игроков и создаёт дополнительные конфронтации. В среднем, полный раунд длится не больше 30 минут.
По завершении каждого раунда игроки получают внутриигровую валюту, а также очки рейтинга на основании периода выживания, полученного урона и количества убитых ими игроков. Валюта используется для покупки ящиков, содержащих предметы одежды и обуви, головные уборы для настройки внешнего вида персонажа.

## Разработка
Концепция игры была разработана, когда ведущий дизайнер Брендан Грин под псевдонимом «PlayerUnknown» начал работать в качестве моддера над Arma 2, в дальнейшем создав собственный игровой режим, который теперь называется «Battle Royale». Данный игровой режим позже был воплощён в других играх, например, H1Z1: King of the Kill. Увидев коммерческий успех этого жанра, Брендан Грин принял решение сделать свою собственную игру в режиме «Battle Royale». Игра была выпущена в рамках программы раннего доступа Steam в марте 2017 года. 20 декабря 2017 года состоялся полноценный релиз игры.
16 октября 2017 года Mail.Ru Group стала официальным дистрибьютором игры в России.
12 января 2022 года PUBG: Battlegrounds перешла на free-to-play модель.

### PUBG Lite
PUBG Lite является бесплатной версией Battlegrounds, которая предназначена для запуска игры на слабых компьютерах за счёт значительного сокращения графических деталей и других функций, но в остальном является полной версией игры. Версия предназначена для использования в регионах, где обычным игрокам может быть трудно достичь минимальных технических требований игры. Первая бета-версия вышла в январе 2019 года в Таиланде и в октябре — в Европе. Поддержка игры и серверов прекращена 29 апреля 2021 года.

### PUBG: Mobile
В 2017 году Tencent Games и PUBG Corporation сообщили, что планируют выпустить две мобильные версии игры. Первая версия, PUBG: Exhilarating Battlefield, являлась облегчённой версией и была разработана компанией
LightSpeed & Quantum Studio. Во вторую версию, PUBG: Army Attack, было включено больше аркадных элементов, включая военные действия, происходящие на кораблях. Эта версия игры была разработана компанией TiMi Studios. Обе игры были выпущены для Android и iOS 9 февраля 2018 года.
19 марта 2018 года состоялся релиз PUBG: Mobile. 25 июля 2019 года была выпущена облегчённая версия игры, предназначенная для телефонов бюджетного уровня — PUBG: Mobile Lite.

### New State Mobile
25 февраля 2021 года вышел трейлер новой игры для Android и iOS под названием New State Mobile. Действия игры происходят в 2051 году. Разработкой занимается PUBG Studio. 11 ноября 2021 года состоялся релиз игры.

## Отзывы и награды
| Иноязычные издания    | Иноязычные издания |
| Издание               | Оценка             |
| --------------------- | ------------------ |
| IGN                   | 9,0/10             |
| PC Magazine           | [ 34 ]             |
| Tom's Guide           | 8/10               |
| Beebom                | 8,6/10             |
| HonestGamers          | [ 37 ]             |
| MMOGames.com          | 7,5/10             |
| rKade                 | 4,5/5              |
| Русскоязычные издания |                    |
| Издание               | Оценка             |
| «Игры Mail.ru»        | 9/10               |
| itc.ua                | 4,5/5              |
| Overclockers.ru       | 9,0/10             |

### В раннем доступе
В период раннего доступа большинство игровых веб-сайтов решили не делать подробных обзоров PUBG: Battlegrounds, хотя при этом высоко оценили игру. Хлои Рад из IGN поставила игре предварительную оценку 9 из 10, комментируя это тем, что она «создаёт напряжённый и сосредоточенный игровой опыт, ничего лишнего, что ставит её вне конкуренции» в сравнении с подобными проектами.
За первые три дня после выхода PUBG в ранний доступ проект принёс разработчикам $11 млн долларов, при этом возглавил топ самых популярных игр в Steam, а количество одновременно играющих пользователей составило 67 тыс. человек. Ко второй неделе апреля 2017 года было продано более 1 млн копий игры, а максимальное количество одновременных игроков составило 89 тыс. человек. Аналитическая компания SuperData Research оценила, что выручка от апрельских продаж игры превысила $34 млн долларов, что внесло её в топ-10 самых доходных игр за месяц, вместе с тем опередив Overwatch и Counter-Strike: Global Offensive. К маю 2017 года было продано более 2 млн копий игры, а общий валовой доход оценивался в $60 млн долларов. За три месяца раннего доступа продажи превзошли отметку в 4 млн копий игры, в то же время издатель Bluehole объявил, что доходы превысили $100 млн долларов. PUBG достигла отметки в 4 млн проданных копий быстрее, чем Minecraft, которой потребовалось более года, чтобы достичь аналогичных показателей продаж в период платной бета-версии. Спустя семь месяцев после выхода PUBG в ранний доступ Bluehole объявила, что игра достигла планки в 13 млн проданных копий. В сентябре 2017 года аналитический сайт 38 Communications оценил капитализацию компании Bluehole в 5,2 трлн южнокорейских вон ($4,6 млрд долларов США), из чего следует, что за последние три месяца с июня того года за счёт PUBG: Battlegrounds рыночная стоимость Bluehole выросла в пять раз. На волне успеха игры китайский телекоммуникационный медиа-гигант Tencent предложил Bluehole издательское соглашение для выпуска игры на территории Китая и инвестировал в акции компании.
Пребывая в раннем доступе, PUBG: Battlegrounds превзошла многочисленные игровые рекорды. Bluehole опубликовала статистику за первые четыре месяца после выпуска, которая показала, что в PUBG было сыграно более десяти миллионов матчей, что фактически равно более чем 25 000 лет. Данные SteamSpy продемонстрировали, что PUBG обогнала давние популярные проекты по количеству одновременных игроков в Steam, такие как Fallout 4 и Grand Theft Auto V, даже превосходя Dota 2, самую популярную игру на платформе в августе 2017 года. В следующем месяце максимальное количество игроков в игре превысило 1,3 млн человек, что превзошло рекордный показатель в Dota 2, равный 1,29 миллионам и установленный в марте 2016 года. В начале октября 2017 года пиковое количество одновременно играющих пользователей достигло 2 миллионов человек. Игра также возымела популярность в Южной Корее в местных писибанах; аналитическая фирма Gametrics сообщила, что к августу 2017 года PUBG превзошла Overwatch и стала второй по популярности игрой в стране, уступив только League of Legends.
Некоторые игровые журналисты прокомментировали быстрый рост большой базы пользователей игры, которая всё ещё находилась в раннем доступе. Создатель игры Брендан Грин был уверен, что в течение первого месяца игра может привлечь более одного миллиона игроков, однако некоторые из команды разработчиков ожидали только от 200 000 до 300 000 в течение первого года и были сильно удивлены результатами за первый месяц. Грин считал, что сильный рост количества игроков подпитывался нетрадиционной рекламой посредством стримеров на Twitch.tv и других создателей контента, с которыми они сотрудничали для внедрения новых элементов игрового процесса перед публичным релизом. Хлои Рад с IGN полагала, что популярность игры объясняется её стремительно развивающимися особенностями по сравнению с аналогичными играми, доступными в то время, такими как H1Z1 и DayZ. Рад считает, что структура игры хорошо балансирует между периодами, когда игрок находится в гуще событий с перестрелками и когда он ведёт скрытную игру, прячась от прочих враждебных игроков. По её мнению, этот подход, вместе с небольшим временем ожидания нового матча, уменьшает порог вхождения в игру для новых игроков. Энди Мур от Glixel посчитал, что популярность PUBG обусловлена тем, как игра поощряет игроков за действия в ситуациях, в которых они оказываются, не учитывая их предпочтения, сравнивая это с Стэнфордским тюремным экспериментом[уточнить], и, таким образом, способна захватить интерес игроков, которые обычно могут избегать подобных типов игр.
Майкл Джонсон из Rock, Paper, Shotgun описал PUBG как «тактический шутер-песочницу c генератором историй и хоррора в одной игре», а совмещение этого с многопользовательским режимом, по его мнению, является причиной её популярности. Роб Закни из сайта Waypoint обнаружил, что PUBG предлагает тот же тип развлечения для участников, что и многие другие симуляторы выживания с режимом «игрок против игрока», однако ввиду отсутствия сохраняемости игроки чаще экспериментируют с внутриигровыми ресурсами, а не хранят их, что приводит к юмористическим или неожиданным ситуациям, которые зачастую отсутствуют в играх про выживание, и делает её более приятной для просмотра и самой игры, что способствует её популярности. Джефф Грабб из VentureBeat считает, что PUBG является сдвигом парадигмы на рынке шутеров от первого лица, подобно тому, как Call of Duty 4: Modern Warfare сменил обстановку в мире шутеров, выйдя в 2007 году, при этом, по мнению Грабба, PUBG сделал это, будучи полной противоположностью серии Call of Duty с точки зрения темпов игры и стратегии.

### После релиза
| Сводный рейтинг | Сводный рейтинг | Сводный рейтинг |
| Издание         | Оценка          | Оценка          |
| Издание         | PC              | PS4             |
| --------------- | --------------- | --------------- |
| GameRankings    | 84,59 %         | 68,55 %         |

Несмотря на то, что официальный релиз версии 1.0 уже состоялся, игра всё ещё имеет многочисленные нарекания от игроков, вызванные наличием багов, более характерных для игр в раннем доступе, находящихся в процессе доработки.
Обозреватель Game Developer сравнил геймплей игры со схожим в DayZ, но отметил, что в отличие от последней она скорее ориентирована не на выживание, а на спринт.
В январе 2018 года PUBG: Battlegrounds заняла первое место в номинации «Кооператив года 2017» по мнению сайта Игромания.ру.
Летом 2018 года, благодаря уязвимости в защите Steam Web API, стало известно, что точное количество пользователей сервиса Steam, которые играли в игру хотя бы один раз, составляет 36 604 134 человек.

### Награды
| 2017 | Esports Industry Awards 2017          | Прорывная игра года                     | PUBG: Battlegrounds                 | Победа    | [ 52 ] [ 53 ] [ 54 ] |
| 2017 | 35th Golden Joystick Awards 2017      | Разработчик года                        | PUBG Corporation                    | Номинация | [ 55 ]               |
| 2017 | 35th Golden Joystick Awards 2017      | Прорыв года                             | Брендан Грин (ведущий геймдизайнер) | Номинация | [ 55 ]               |
| 2017 | 35th Golden Joystick Awards 2017      | Игра года                               | PUBG: Battlegrounds                 | Номинация | [ 55 ]               |
| 2017 | 35th Golden Joystick Awards 2017      | Лучшая мультиплеерная игра              | PUBG: Battlegrounds                 | Победа    | [ 56 ]               |
| 2017 | 35th Golden Joystick Awards 2017      | Игра года для ПК                        | PUBG: Battlegrounds                 | Победа    | [ 56 ]               |
| 2017 | TIME's The Top 10 Video Games of 2017 | Лучшая игра 2017 года                   | PUBG: Battlegrounds                 | 7-е место | [ 57 ]               |
| 2017 | The Game Awards 2017                  | Игра года                               | PUBG: Battlegrounds                 | Номинация | [ 58 ]               |
| 2017 | The Game Awards 2017                  | Лучшая поддерживаемая игра              | PUBG: Battlegrounds                 | Номинация | [ 58 ]               |
| 2017 | The Game Awards 2017                  | Лучший мультиплеер                      | PUBG: Battlegrounds                 | Победа    | [ 58 ]               |
| 2017 | IGN's Best of 2017 Awards             | Игра года                               | PUBG: Battlegrounds                 | Номинация | [ 59 ]               |
| 2017 | IGN's Best of 2017 Awards             | Лучшая игра для ПК                      | PUBG: Battlegrounds                 | Победа    | [ 59 ]               |
| 2017 | IGN's Best of 2017 Awards             | Лучшая мультиплеерная игра              | PUBG: Battlegrounds                 | Победа    | [ 59 ]               |
| 2017 | Destructoid's Best PC Game of 2017    | Лучшая игра для ПК                      | PUBG: Battlegrounds                 | Победа    | [ 60 ]               |
| 2017 | Polygon's Game of the Year 2017       | Игра года                               | PUBG: Battlegrounds                 | 2-е место | [ 61 ]               |
| 2017 | PC Gamer Game of the Year Awards 2017 | Прорывная игра                          | PUBG: Battlegrounds                 | Победа    | [ 62 ]               |
| 2018 | 20th D.I.C.E. Awards                  | Игра года                               | PUBG: Battlegrounds                 | Номинация | [ 63 ]               |
| 2018 | 20th D.I.C.E. Awards                  | Выдающиеся достижения в геймдизайне     | PUBG: Battlegrounds                 | Номинация | [ 63 ]               |
| 2018 | 20th D.I.C.E. Awards                  | Лучший экшен года                       | PUBG: Battlegrounds                 | Номинация | [ 63 ]               |
| 2018 | 20th D.I.C.E. Awards                  | Выдающиеся достижения в онлайновой игре | PUBG: Battlegrounds                 | Номинация | [ 63 ]               |